# Coupe des nations de concours complet d'équitation 2020
Navigation
2019 2021
La Coupe des nations de concours complet d'équitation 2020 (en anglais FEI Nations Cup Eventing 2020), est la 9e édition du circuit coupe des nations organisé par la FEI dans cette discipline. Cette édition est incertaine car marquée par de nombreuses perturbations en raison de la pandémie de Covid-19.

## Calendrier et résultats
| Date                    | Lieu                                  | Équipe vainqueur |
| ----------------------- | ------------------------------------- | ---------------- |
| 23 au 26 avril 2020     | Ballindenisk, Irlande CICO-4*         | Annulé           |
| 21 au 24 mai 2020       | Houghton Hall, Royaume-Uni CICO-4*    | Annulé           |
| 9 au 14 juin 2020       | Pratoni del Vivaro, Italie CICO-4*    |                  |
| 2 au 5 juillet 2020     | Strzegom, Pologne CICO-4*             |                  |
| 12 au 16 août 2020      | Haras national du Pin, France CICO-4* |                  |
| 15 au 18 août 2020      | Bromont, Canada CICO-4*               |                  |
| 10 au 13 septembre 2020 | Waregem, Belgique CICO-4*             |                  |
| 1er au 4 octobre 2020   | Boekelo, Pays-Bas CICO-4*             |                  |